# Белфаст
Бе́лфаст (англ. Belfast ['belfɑːst], ірл. Béal Feirste, ольст.-шотл. Bilfawst
) — столиця та найбільше місто Північної Ірландії. Основна частина Белфаста розташована в графстві Антрім, але частини Східного та Південного Белфаста знаходяться в графстві Даун. Він розташований на заплаві річки Лаган.
За чисельністю населення, це чотирнадцяте за величиною місто у Великій Британії і друге за величиною на острові Ірландія. У Белфасті перебуває уряд та законодавча Асамблея Північної Ірландії.. Белфасту надано статус міста в 1888 році.
Історично Белфаст був центром ірландської лляної промисловості, тютюнового виробництва та суднобудування: основна суднобудівна компанія міста, Harland and Wolff, яка побудувала відомий Титанік, підняла Белфаст на світовій арені на початку XX століття як найбільшої та найпродуктивнішої корабельні в світі. Белфаст відіграв ключову роль у промисловій революції, встановлюючи своє місце як глобальний промисловий центр до другої половини XX століття.
Сьогодні Белфаст залишається центром промисловості, а також мистецтва, вищої освіти та бізнесу, юридичним центром, і є двигуном економіки Північної Ірландії. Місто сильно постраждало під час періоду конфлікту в Північній Ірландії, але останнім часом триває період спокою, вільного від інтенсивного політичного насильства колишніх років, і суттєвого економічного та комерційного зростання. Белфаст обслуговують два летовища: аеропорт імені Джорджа Беста, всередині міста, і міжнародний аеропортом Белфаста за 24 км на захід від міста. Белфаст також є основним портом, з торгово-промисловими доками, які переважно містяться біля берегової лінії Белфастської затоки.

## Історія
Територія сучасного Белфаста була заселена починаючи з бронзової доби. В окрузі, на пагорбах, досі можна спостерігати останки Кільця велетнів (5000 річний Хендж), і збережені з залізної доби городища на пагорбах. У 1177 році англо-норманський аристократ Джон де Курсі звів замок на цьому місці, однак фактичною появою міста вважається 1609 рік, коли король Яків I почав заселення Ольстера англійськими та шотландськими поселенцями. Сер Артур Чічестер став володарем земель в Ольстері та замку Белфаст, який в 1611 році він перебудував. Навколо цього замку і виникло невелике містечко.
На початку XVII століття населення Белфаста становило приблизно 1000 осіб. Шерсть, шкіра, зернові, масло і солонина — все це експортувалося до Англії, Шотландії та Франції. Пізніше Белфаст почав активну торгівлю з колоніями в Північній Америці та з Індією. В кінці XVII століття населення міста зросло до 1500—2000 осіб внаслідок прибуття втікачів від переслідувань французьких гугенотів, які були зайняті в лляному виробництві. У XVIII столітті кількість населення зростала швидкими темпами. B 1800 році кількість населення досягла 20 000 осіб. Були засновані перші: газета в 1737 році, банк в 1752 році та театр у 1768 році. Також різко збільшилося виробництво та експорт льону.
Белфаст продовжив своє стрімке зростання і в XIX столітті, і вже в 1888 році отримав від королеви Вікторії офіційний статус міста. Були побудовані лікарні, університет, церкви й т. д. В 1823 році В місті з'явилося газове освітлення, а 1839 році — перше залізничне сполучення. Спостерігався бум в суднобудуванні та роботі порту. До кінця XIX століття важливу роль в місті зайняло виробництво віскі та тютюнових виробів. Побудований оперний театр.
Белфаст став столицею Північної Ірландії з дня її заснування в 1921 році. З того часу він став центром у конфлікті між католиками та протестантами, пік якого припав на 1960—1990 роки. Конфлікт офіційно закінчився в 1998 році після укладення Белфастської угоди. Під час Другої світової війни місто піддавалося сильним бомбардуванням німецької авіації. Один такий повітряний наліт 1941 року коштував життя близько 1000 осіб, і десятки тисяч залишилися без даху над головою. У ХХІ столітті Белфаст — місто, що швидко розвивається і привертає дедалі більше туристів.

## Відомі люди
- Бенджамін Глейзер (1887—1956) — американський сценарист, продюсер, шумовик і режисер ірландського походження.
- Мері Патрісія Макеліс — президент Ірландії (з 11 листопада 1997 року);
- Крістофер Райт — англійський теолог, знавець Старого Заповіту, служитель Англіканської церкви;
- Айлін Персі (1900—1973) — ірландська акторка часів німого кіно.

## Міста побратими
| - Нешвіл, США - Бонн, Німеччина - Хефей, КНР - Вонджу, Південна Корея |